# 대송동
대송동(大松洞)은 울산광역시 동구의 행정동이다.

## 지명
대송동은 조선 정조 때 ‘목장리’라는 이름으로 처음 등장하며, 고종 31년에는 목장동이라 하였다. 일제시대인 1911년에는 화정동, 일산동과 합쳐 월산동(月山洞)이 되었다가, 1914년의 행정 구역 개편 때는 화정동에 포함되어 있었다. 그 후 1992년 화정동으로부터 분리되어 대송동(大松洞)이 되었다. 옛날 이곳에는 송림이 울창하여 이로부터 데송(大松)이라는 마을 이름이 생겨났다. 원래 이 마을의 자연 부락으로는 갓안, 새터, 시이골, 댄밖 등이 있었으나 지금은 그 위치마저 가늠할 수 없게 변하고 말았다.

## 연혁
- 조선 정조 목장리
- 조선 고종 31년 목장동
- 1911년 월산동
- 1914년 화정동
- 1992년 1월 20일 화정동에서 대송동으로 분동
- 1997년 7월 15일 울산광역시 동구 대송동

## 교육
- 화정초등학교
- 대송중학교
- 방어진중학교
- 방어진고등학교
- 울산생활과학고등학교
- 대송고등학교